# Liothrips monoensis
Liothrips monoensis är en insektsart som beskrevs av Hiromichi Kono 1964. Liothrips monoensis ingår i släktet Liothrips och familjen rörtripsar. Inga underarter finns listade i Catalogue of Life.